# Maumusson (Loire-Atlantique)
Maumusson (bretonisch: Malvegon; Gallo: Maumuczon) ist eine Ortschaft und eine Commune déléguée in der französischen Gemeinde Vallons-de-l’Erdre mit 1.050 Einwohnern (Stand: 1. Januar 2022) im Département Loire-Atlantique in der Region Pays de la Loire. Die Einwohner werden Maumussonnais genannt.
Zum 1. Januar 2018 wurde Maumusson mit Bonnœuvre, Freigné, Saint-Mars-la-Jaille, Saint-Sulpice-des-Landes und Vritz zur Gemeinde (commune nouvelle) Vallons-de-l’Erdre zusammengelegt. Die Gemeinde Maumusson gehörte zum Arrondissement Châteaubriant-Ancenis.

## Geografie
Maumusson liegt etwa 46 Kilometer nordöstlich von Nantes am Fluss Grée. Umgeben wird Maumusson von den Ortschaften Freigné im Norden, Belligné im Osten, Loireauxence im Osten und Südosten, La Roche-Blanche im Süden, Pouillé-les-Côteaux im Westen und Südwesten, Pannecé im Westen sowie Bonnœuvre und Saint-Mars-la-Jaille im Nordwesten.

## Bevölkerungsentwicklung
| Jahr                       | 1962 | 1968 | 1975 | 1982 | 1990 | 1999 | 2006 | 2017 |
| Einwohner                  | 894  | 862  | 824  | 826  | 833  | 810  | 949  | 1058 |
| Quellen: Cassini und INSEE |      |      |      |      |      |      |      |      |

## Sehenswürdigkeiten

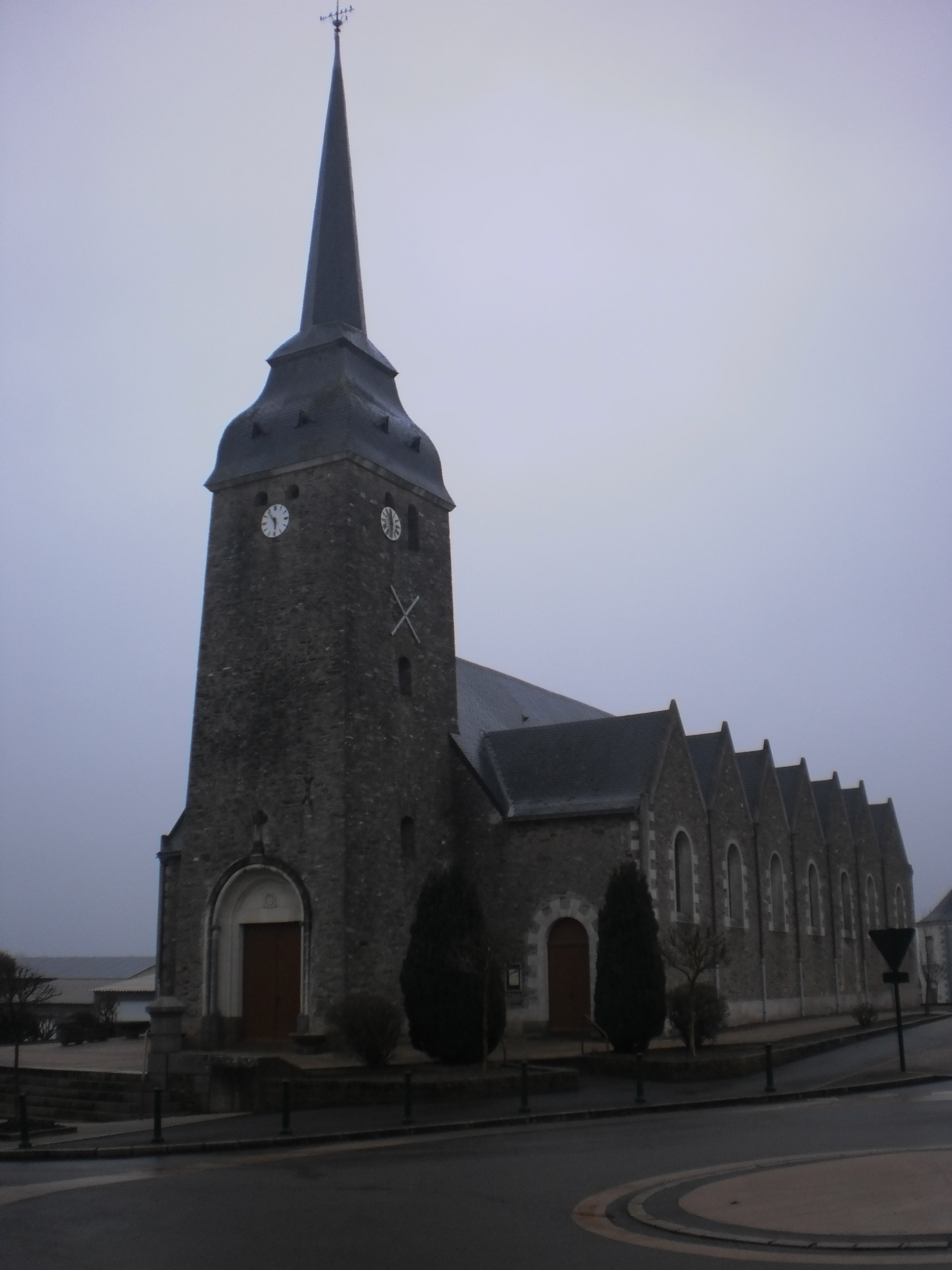
Kirche Saint-Pierre-Saint-Paul
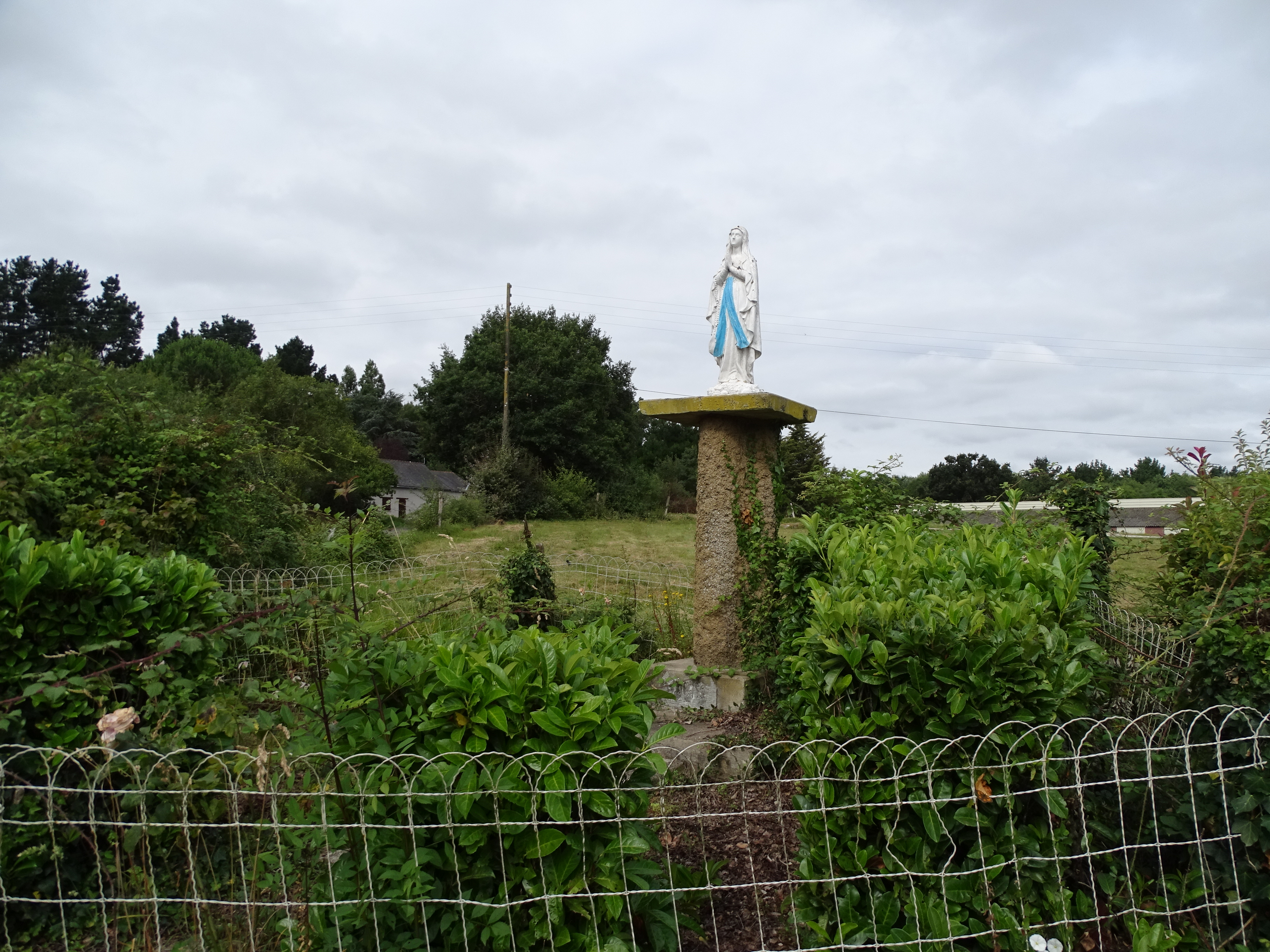
Schloss La Motte

- Kirche Saint-Pierre-Saint-Paul
- Marienstatue